# Самарра
Самарра́ (араб. سامراء‎) — город в Ираке на восточном берегу реки Тигр, в 125 км к северу от Багдада.
По состоянию на 2002 год его население составляло 201 700 жителей.

## О городе
Город Самарра расположен в Верхней Месопотамии.
Город протянулся на 41,5 км вдоль берега Тигра; с севера, востока и юга вместо стен его защищают древние ирригационные каналы.
Уровень реки Тигр, пока она течет по землям Ирака, снижается почти на 300 м, составляя в среднем её течении, у Самарры, 58 м в межень.
Город населён главным образом суннитами, расположен в так называемом «суннитском треугольнике».

## История
Земля Самарры заселена людьми с древности: среди руин находят относящиеся к V тысячелетию до н. э.
Самаррская культура является предком убайдской культуры. Городское поселение, однако, возникло здесь гораздо позже.
Первым из монархов облюбовал это место Хосров I Ануширван, который выстроил в окрестностях охотничий замок.
В 833 году на месте древнего доисламского поселения возник новый город.
В 836 году при халифе аль-Мутасиме ибн Харуне мамлюки (тюркские солдаты-рабы халифата Аббасидов) спровоцировали восстание в Багдаде, заставившее халифа перебраться на север. Позднее тюркские солдаты стали сами возводить на престол новых халифов, что привело к «анархии в Самарре».
Самарра оставалась столицей исламского мира до 892 года, когда халиф аль-Мутамид перенёс столицу халифата обратно в Багдад.
Самарра считается священным городом шиитов в связи с тем, что в златоверхой мечети Аскария покоятся останки двух имамов Аскари.
Война в Ираке и Битва за Самарру в 2004 году — военная операция американских и правительственных иракских вооружённых сил против сил иракского сопротивления (шиитского сопротивления, центром которого считался город Неджеф). После трёх дней боёв в октябре 2004, пятитысячная группировка войск полностью овладела городом.
По городу неоднократно наносила удары американская авиация.
Исламское государство Ирак (с 2006): неоднократные теракты (в том числе смертников).

## Памятники
Преемник аль-Мутасима, халиф аль-Васик воздвиг в Самарре Большую мечеть (Золотая мечеть) со знаменитым минаретом в аббасидском стиле в виде спирали — Малвия — высотой 52 м и шириной 33 м. На тот момент это было самое крупное сооружение исламского мира. От столицы халифата сохранилось в более или менее повреждённом виде немалое число памятников, включая два дворца площадью 125 и 211 гектара — крупнейшие дворцовые сооружения в истории исламской архитектуры.
Священная для шиитов златоверхая мечеть Аскария.
Архитектурные памятники эпохи Аббасидов (руины сорока двух дворцов, четыре соборные мечети, мавзолей трёх халифов, останки заброшенного северного города в форме восьмиугольника) являются объектами Всемирного наследия ЮНЕСКО. Лишь немногие из них были объектами раскопок, начало которым положили немецкие археологи в 1911 году.